# Salmo 3
El Salmo 3 es el tercer Salmo de la Biblia. Es una acción de gracias personal a Dios, quién respondió la oración de un alma afligida. El Salmo 3 se atribuye a David, en particular, cuando huyó de Absalom su hijo. David, abandonado por sus masas, ridiculizado por Shimei, perseguido por su corona y vida por su hijo descortés, recurre a su Dios, hace sus súplicas y confiesa su fe . La historia de Absalón se encuentra en II Samuel, Capítulos 13-18

## Comentario
CatólicoInvocación confiada al Señor, que protege durante la noche desde el Templo

### Comentario de Matthew Henry[1]
En el Comentario Conciso de Matthew Henry, el versículo 1-3 representa a David quejándose ante Dios de sus enemigos y confiando en Dios. Los versículos 4-8 representan sus triunfos sobre sus temores, y le dan la gloria a Dios, mientras se toman el consuelo.

### Martín Lutero
Escritores como Martín Lutero  sintieron que, en general, el objetivo en este Salmo es impartir la confianza de aquellos que se consideran seguidores de YHWH para llamarlo. "Pero tú, Yahveh, eres un escudo a mi alrededor, mi gloria, y levanta mi cabeza". (Verso 4): Esta es la oración enfática de los oprimidos que se vuelven a YHWH. Aunque escrito en la boca de David (versículo 1)  Se alienta al lector a considerar cómo Dios rescata a alguien como David, que en ese momento estaba muy angustiado, salvado y luego resucitado para ser rey de todo Israel.

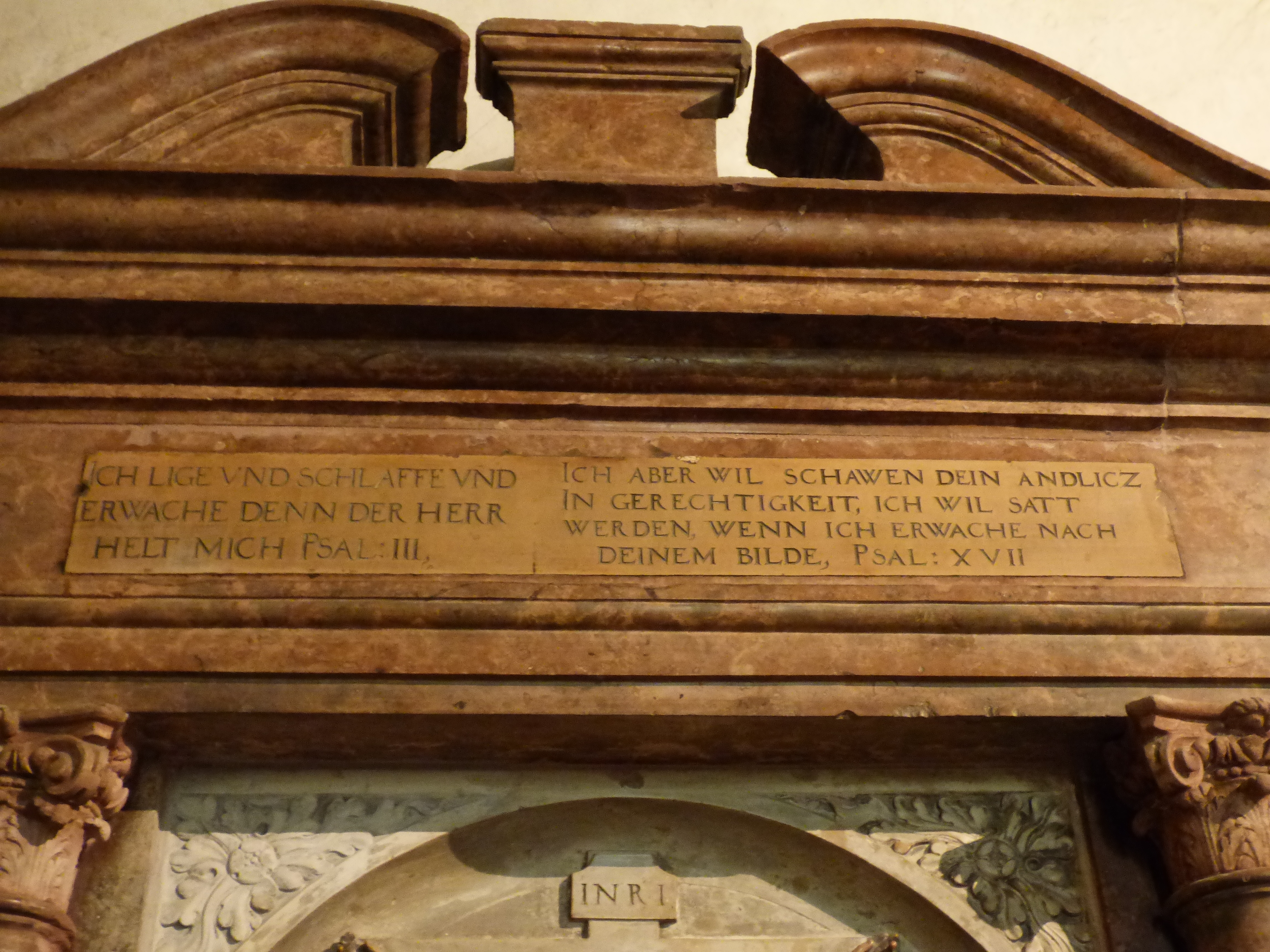
Epitafio de Berchtold en la Iglesia de San Miguel (Viena), con inscripciones del versículo 6 del Salmo 3 y el versículo 15 del Salmo 17.

### Iglesia católica
Comentarios a los Salmos 3 al 14.
Este grupo de salmos comienza con oraciones para la mañana y la noche (cf. Sal 3-5). Luego, presenta plegarias en las que el creyente se abre a Dios con sinceridad (Sal 6-7). El punto culminante es el Salmo 8, que exalta la grandeza divina. En contraste, los Salmos 9-14 hablan de quienes rechazan a Dios, identificados como impíos o pecadores, y finalmente llamados «necios» por negar su existencia (cf. Sal 14,1).
Comentarios al Salmo 3.
En el Salmo 2, los reyes se rebelaban contra Dios y su Ungido; en el Salmo 3, es el propio salmista quien enfrenta a sus adversarios. Aunque Dios mora en los cielos, escucha la oración desde su Templo.  
Este salmo es una súplica personal estructurada en cuatro partes: primero, el salmista describe su situación de peligro (vv. 2-3); luego, reafirma su confianza en Dios (v. 4); después, expresa la paz y seguridad que le da esa confianza (vv. 5-7); y, finalmente, clama por la intervención divina y proclama la salvación (vv. 8-9).  
El título del salmo menciona un contexto histórico, pero más que una referencia literal, busca enfatizar la angustia del perseguido. Para el creyente, este salmo representa la lucha contra la tentación y el pecado, pidiendo a Dios su auxilio.
Comentario a los versículos 2-3.
El salmista dramatiza su situación al sentirse rodeado por una multitud de enemigos (cf. v. 7). Lo que más le duele no es solo la persecución, sino que cuestionen la capacidad de Dios para salvarlo. El término hebreo traducido como «Pausa», presente en varios salmos, probablemente indica una instrucción musical o un momento de reflexión en la recitación del texto.
Comentario a los versículos 5-7
Dios siempre escucha la oración elevada en su Templo (cf. 1 R 8,30). El sueño del que el salmista despierta por la protección divina simboliza la muerte y la resurrección, cumplida plenamente en Cristo, a quien Dios levantó de entre los muertos. San Ambrosio destaca que los salmos profetizan no solo el nacimiento de Jesús, sino también su pasión, descanso en el sepulcro, resurrección, ascensión y glorificación. En ellos, el salmista anuncia lo que más tarde Jesús mismo proclamaría en el Evangelio.
Comentario a los versículos 8-9
El salmista pide a Dios que «se levante», en contraste con sus enemigos que «se alzan» contra él (v. 2), rogando su intervención como en el pasado. La súplica por el pueblo sugiere que quien ora podría ser el rey.  
David es el modelo del rey conforme al corazón de Dios, un pastor que intercede por su pueblo. Su oración, marcada por la sumisión a la voluntad divina, la alabanza y el arrepentimiento, se convierte en referencia para la oración de Israel. Inspirado por el Espíritu Santo, es el primer profeta de la oración bíblica. Cristo, como verdadero Mesías e hijo de David, lleva esta oración a su plenitud.

## Composiciones musicales
El salmo 3 ha sido calificado en música por muchos artistas, incluyendo "Thou Art A Shield For Me",  por Byron Cage , "Christian Karaoke Praise Song Psalm 3 adoración",  por Andrew Bain . En 1691, Michel-Richard Delalande compuso su gran motete Domine quid sunt Multiplicati (S.37) para las oficinas de la Capilla del Palacio de Versalles , y Henry Purcell estableció una versión variante del texto latino, "Jehová, quam multi sunt hostes mei, "por cinco voces y continuo.

## Contexto
Este es el primer salmo con un título en el original y se refiere a un momento específico de crisis en la vida de David. David huyó de Absalón debido a una serie de eventos como resultado de que David estaba bajo disciplina por sus propios pecados con respecto a Betsabé y Urías el hitita de II Samuel 11.  En esa luz, la oración es un modelo de buscar la ayuda de Dios. incluso en medio del castigo de Dios. Aun así, David reza "Tus bendiciones sobre tu pueblo".
Se ve una tarde y una mañana mientras David se acuesta a dormir y se despierta protegido y sostenido por la providencia. El asesor de Absalón, Ajitófel, se personifica como la boca a quien David le pide a Dios que 'rompa los dientes' y, en la cuenta, el consejo de Ajitófel se frustra y  Ajitófel se enfrenta a su fallecimiento. David huyendo de su hijo al comienzo del Salmo 3 está en contraste directo con refugiarse en 'el Hijo' al final del Salmo 2.
Este es también el primer salmo con 'selah' e incluso termina con un 'selah', lo que posiblemente indica que el Salmo 3 y el Salmo 4 están unidos de alguna manera.
David pasó más años huyendo de Saúl cuando era joven de lo que pasó huyendo de su hijo Absalón. David incluso escribirá muchos salmos más tarde a través del Libro de los salmos sobre situaciones en las que Saúl lo estaba persiguiendo. Aquí está uno de los salmos iniciales en el libro de los salmos y se trata de la dolorosa experiencia de huir de su propio hijo.

## Texto
| verso | Versión de la Biblia hebreo original                             | Versión de la Biblia Vulgata latina                                                    |
| ----- | ---------------------------------------------------------------- | -------------------------------------------------------------------------------------- |
| 1     | מִזְמוֹר לְדָוִד: בְּבָרְחוֹ, מִפְּנֵי אַבְשָׁלוֹם בְּנוֹ                               | Psalmus David cum fugeret a facie Abessalon filii sui                                  |
| 2     | יְהוָה, מָה-רַבּוּ צָרָי; רַבִּים, קָמִים עָלָי                                 | Domine quid multiplicati sunt que tribulant me multi insurgunt adversum me             |
| 3     | רַבִּים, אֹמְרִים לְנַפְשִׁי: אֵין יְשׁוּעָתָה לּוֹ בֵאלֹהִים סֶלָה                      | Multi dicunt animae meae non est salus ipsi in Deo eius [diapsalma]                    |
| 4     | וְאַתָּה יְהוָה, מָגֵן בַּעֲדִי; כְּבוֹדִי, וּמֵרִים רֹאשִׁי                           | Tu autem Domine susceptor meus es gloria mea y exaltans caput meum                     |
| 5     | קוֹלִי, אֶל-יְהוָה אֶקְרָא; וַיַּעֲנֵנִי מֵהַר קָדְשׁוֹ סֶלָה                          | Voce mea ad Dominum clamavi y exaudivit me de monte sancto suo [diapsalma]             |
| 6     | אֲנִי שָׁכַבְתִּי, וָאִישָׁנָה; הֱקִיצוֹתִי - כִּי יְהוָה יִסְמְכֵנִי                      | Ego dormivi y soporatus sum exsurrexi quia Dominus arousipiet me                       |
| 7     | לֹא-אִירָא, מֵרִבְבוֹת עָם-- אֲשֶׁר סָבִיב, שָׁתוּ עָלָי                           | No timebo milia populi circumdantis me exsurge Domine salvum me fac Deus meus          |
| 8     | קוּמָה יְהוָה, הוֹשִׁיעֵנִי אֱלֹהַי-- כִּי-הִכִּיתָ אֶת-כָּל-אֹיְבַי לֶחִי; שִׁנֵּי רְשָׁעִים שִׁבַּרְתָּ | Quoniam tu percussisti omnes adversantes mihi sine causa dentes peccatorum contrivisti |
| 9     | לַיהוָה הַיְשׁוּעָה; עַל-עַמְּךָ בִרְכָתֶךָ סֶּלָה                                   | Domini es salus y super populum tuum benedictio tua                                    |

### Versión de la Biblia Reina-Valera 1960
1 !!Oh yahvé, cuánto se han multiplicado mis adversarios! Muchos son los que se levantan contra mí.
2 Muchos son los que dicen de mí: No hay para él salvación en Dios. 
3 Mas tú, Señor, eres escudo alrededor de mí; Mi gloria, y el que levanta mi cabeza.
4 Con mi voz clamé a yahvé , Y él me respondió desde su monte santo. 
5 Yo me acosté y dormí, Y desperté, porque Jehová me sustentaba.
6 No temeré a diez millares de gente, Que pusieren sitio contra mí.
7 Levántate, yahvé; sálvame, Dios mío; Porque tú heriste a todos mis enemigos en la mejilla; Los dientes de los perversos quebrantaste.

8 La salvación es de yahvé; Sobre tu pueblo sea tu bendición. 

### Versión de la Biblia Reina-Valera 1995
1 ¡Jehová, cuánto se han multiplicado mis adversarios! Muchos son los que se levantan contra mí;
2 muchos son los que dicen de mí: «No hay para él salvación en Dios.» 
3 Mas tú, Yahvé, eres escudo alrededor de mí; mi gloria, y el que levanta mi cabeza.
4 Con mi voz clamé a Yahvé y él me respondió desde su monte santo. 
5 Yo me acosté y dormí, y desperté, porque Yahvé me sustentaba.
6 No temeré ni a una gran multitud que ponga sitio contra mí.
7 ¡Levántate, Yahvé! ¡Sálvame, Dios mío! Tú heriste en la mejilla a todos mis enemigos; los dientes de los perversos rompiste.

8 La salvación es de Yahvé. ¡Sobre tu pueblo sea tu bendición! 

### Versión de La Biblia de las Américas
1 ¡Oh Señor, cómo se han multiplicado mis adversarios! Muchos se levantan contra mí.
2 Muchos dicen de mí: Para él no hay salvación en Dios. 
3 Mas tú, oh Señor, eres escudo en derredor mío, mi gloria, y el que levanta mi cabeza.
4 Con mi voz clamé al Señor, y Él me respondió desde su santo monte.
5 Yo me acosté y me dormí; desperté, pues el Señor me sostiene.
6 No temeré a los diez millares de enemigos que se han puesto en derredor contra mí.
7 ¡Levántate, Señor! ¡Sálvame, Dios mío! Porque tú hieres a todos mis enemigos en la mejilla; rompes los dientes de los impíos.

8 La salvación es del Señor. ¡Sea sobre tu pueblo tu bendición!

## Usos

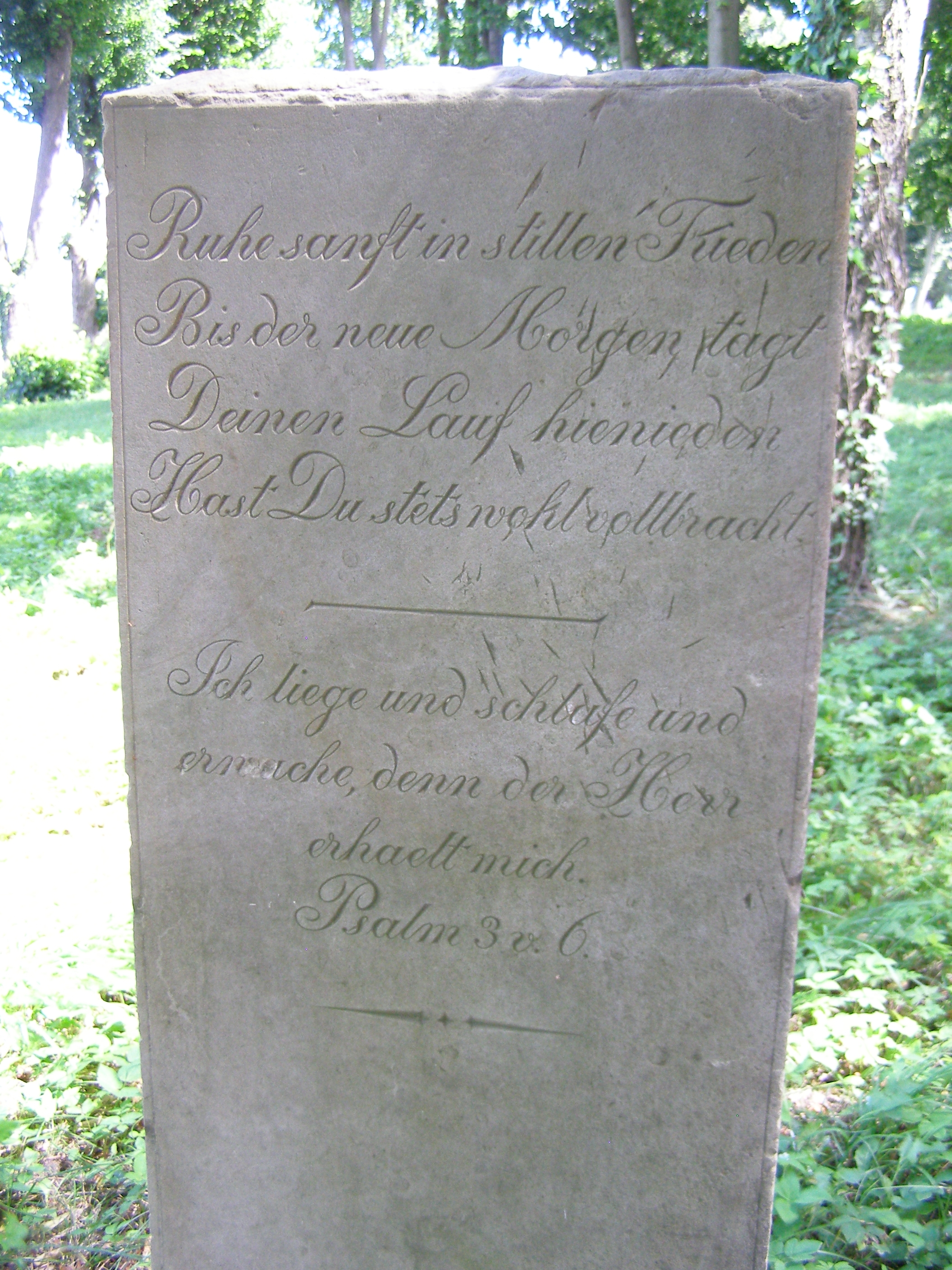
Placa con el salmo 3:6 en el cementerio de Jegłownik.

### Judaísmo
- Los versículos 2-9 son parte de las oraciones del Shemá Israel a la hora de acostarse  y del amanecer ocasional Shemá Israel[12]
- El versículo 9 es el octavo verso de V'hu Rachum en Pesukei Dezimra  y también se encuentra en Havdalah.[13][14]

### Iglesias ortodoxas orientales
- El Salmo 3 es el primer Salmo, de "Los Seis Salmos", que se leen como parte de cada servicio de Orthros (Matins). Durante la lectura de los Seis Salmos, se desaconseja el movimiento y el ruido, ya que es considerado como uno de los momentos más sagrados del servicio de Orthros.[15]

### Iglesia católica
Aproximadamente 530 en la Regla de San Benito, Benito de Nursia eligió este salmo para el comienzo del oficio de las Maitines , es decir, como el primer salmo en la liturgia de los benedictinos durante el año.  En las abadías que preservan la tradición, actualmente es el primer Domingo de Salmos para el oficio de vigilias.
Dada la actual Liturgia de las Horas, se canta o recita el Salmo 3 durante el Oficio de Lecturas del domingo de la primera semana, justo después de los salmos 1 y 2.
 Para facilitar la comprensión se le asigna a cada salmo un título en rojo (rúbrica) que no forma parte del salmo. El título del Salmo 3 es Confianza en medio de la angustia.

### Libro de oración común
En el Libro de Oración Común de la Iglesia de Inglaterra , el Salmo 3 está designado para ser leído en la mañana del primer día del mes.

### Libro de Jonás
En el Antiguo Testamento, la oración de Jonás en el "pez" comienza su oración con el Salmo 3 y termina su oración basándose en el Salmo 3. Y en el medio también se basa en otros salmos, a saber, el Salmo 16, Salmo 18, Salmo 31, Salmo 42, Salmo 50, Salmo 88, Salmo 116, Salmo 118, Salmo 119 y Salmo 120.

## Música
En 1691, Michel-Richard de Lalande compuso su gran motete Domine, quid multiplicati sunt (S.37) para las oficinas de la capilla del Palacio de Versalles . Marc-Antoine Charpentier compuso hacia 1676 un " Domine quid multiplicati sunt", para 3 voces, 2 tapas instrumentales y bajo continuo , H. 172. Más tarde, el artista contemporáneo Byron Cage creó una versión evangélica del Salmo 3: Tú eres un escudo para mí .